# Psellidotus gagatigaster
Psellidotus gagatigaster är en tvåvingeart som först beskrevs av Steyskal 1949.  Psellidotus gagatigaster ingår i släktet Psellidotus och familjen vapenflugor. Inga underarter finns listade i Catalogue of Life.